# Prionopelta humicola
Prionopelta humicola é uma espécie de formiga do gênero Prionopelta.